# Krokodýl
Krokodýl (Crocodylus) je rod velkých vodních plazů, náležejících do čeledi krokodýlovitých.
Krokodýli jsou predátoři žijící v tropických oblastech Afriky, Asie, Ameriky i Austrálie.

## Ekologie
Vlastním životním prostředím krokodýlů je voda, přirozeně vyhledávají nejraději pomalé říční toky a jezera. Některé druhy, např. krokodýl mořský, žijí však i v mořích při pobřeží.
Jejich potravou jsou různí savci, ptáci a ryby, žáby a také jiní plazi, které loví a nebo se živí na jejich mršinách.

## Anatomie

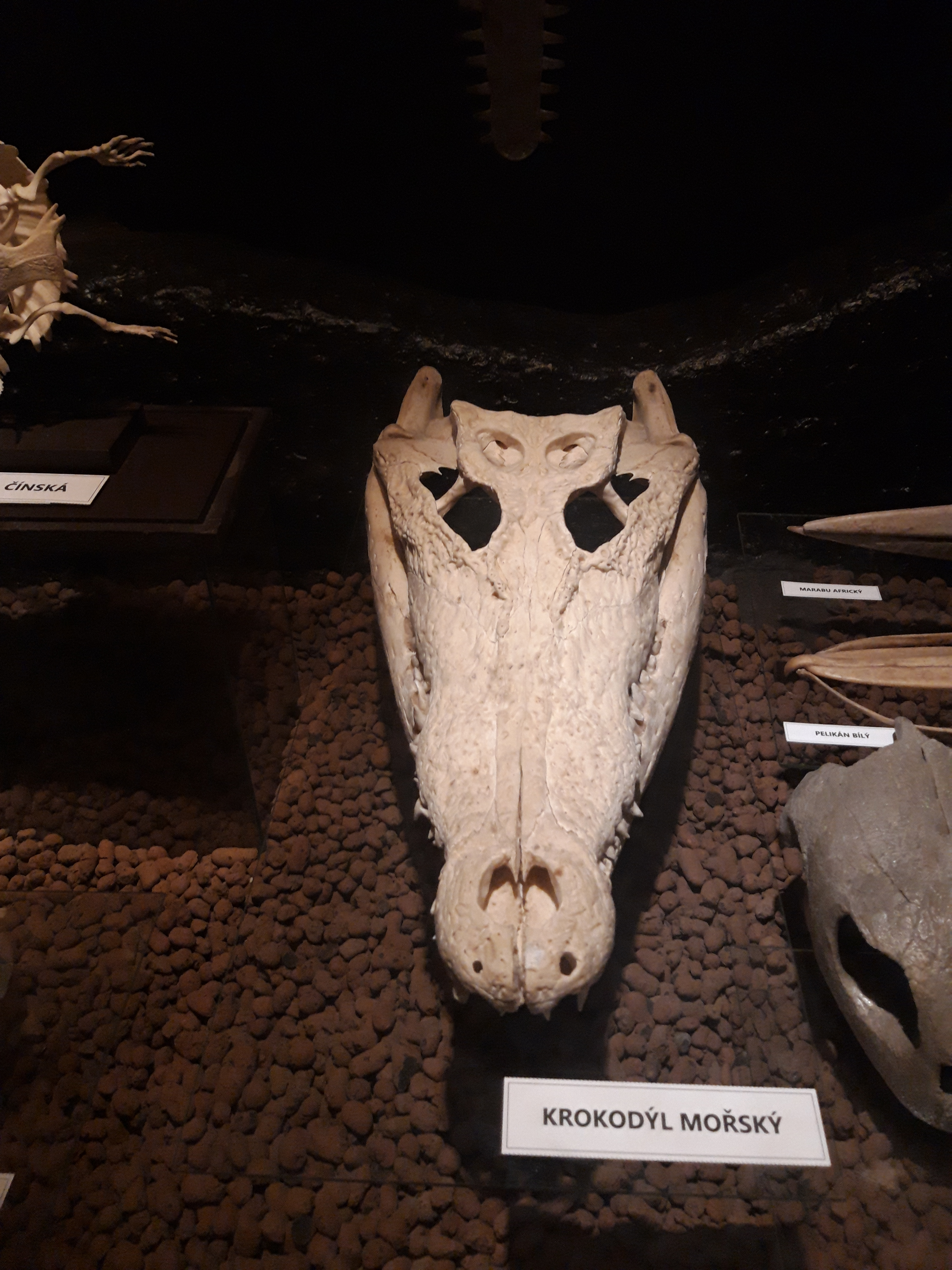
Lebka krokodýla mořského.

Tělo krokodýlů je kryto rohovitými štíty, pod kterými leží kostěné desky. Krokodýli plavou pomocí silného, ze stran zploštělého ocasu. Končetiny, které při plavání mají přitisknuté k tělu, jim slouží pouze na pevnině nebo mělkém dnu.
Oči jsou na svrchní straně hlavy, což jim umožňuje sledování okolí, zatímco zbytek těla je ponořen. Těsně za očima jsou ušní otvory, chráněné kožním záhybem. Komunikace prostřednictvím zvuků je významná mj. mezi rodiči a mláďaty. Svaly, které se upínají na jejich čelisti, dokážou vyvinout obrovský tlak při skousávání své potravy, schopný rozdrtit i kosti; naopak, pro otevírání čelistí tolik síly nepotřebují. Žaludek krokodýla je velký přibližně jako basketbalový míč.
Krokodýli dosahují značných velikostí, které jim dovolují napadnout a zabít velké druhy skotu i člověka. Největším známým druhem krokodýla je krokodýl mořský (Crocodilus porosus), který dosahuje délky i přes 7 metrů a hmotnosti kolem 1 tuny (a je tak největším žijícím plazem na světě).
Největší známí krokodýli v období pravěku dosahovali ještě podstatně větších rozměrů, délky kolem 12 metrů a hmotnosti přes 5 tun.